# Calliostoma tigris
Calliostoma tigris, is een in zee voorkomende slakkensoort van de familie Calliostomatidae en het geslacht Calliostoma. Er is geen Nederlandse naam voor deze soort die in 1791 door Gmelin is beschreven.

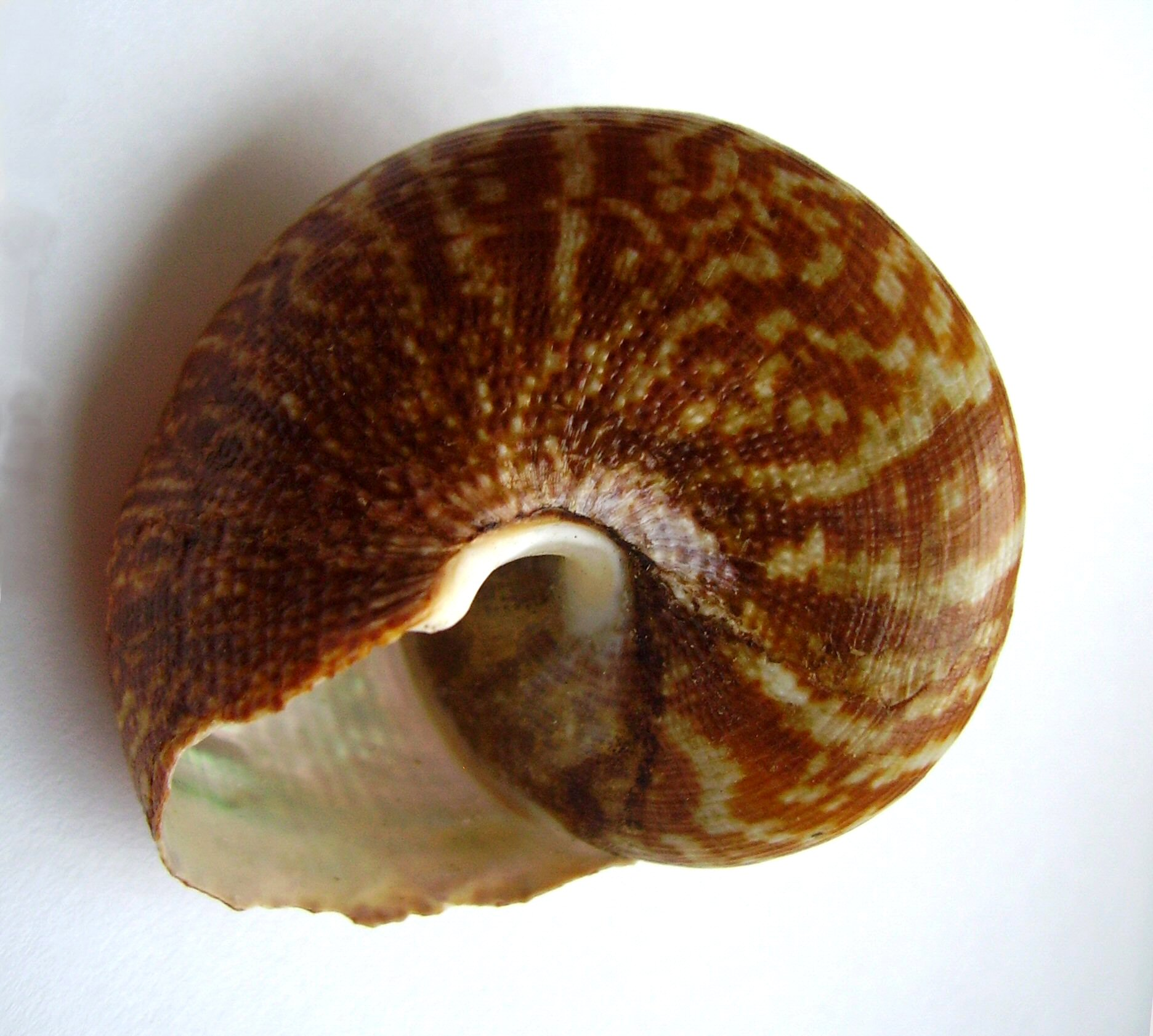
Calliostoma tigris onderzijde

## Voorkomen en verspreiding
Calliostoma tigris is een omnivoor die tot 80 mm hoog kan worden. Deze soort leeft op zeewier en kelpfauna's tot 130 meter diepte en komt voor rondom Nieuw-Zeeland.